# Renato Castelo Branco
Renato Pires Castello Branco (Parnaíba, 14 de setembro de 1914 - São Paulo 19 de setembro de 1995), ou apenas Renato Castelo Branco, foi um advogado, escritor e publicitário brasileiro, considerado um dos Founding Fathers da publicidade brasileira.

## Biografia
Filho de Francisco Ferreira Castelo Branco e Orminda Pires Ferreira Castelo Branco. 
Foi um dos concludentes, em 1932, da primeira turma do Ginásio Parnaibano.
Migrou para o Rio de Janeiro em 1933, onde se formou bacharel em Direito pela Faculdade Nacional de Direito da Universidade do Brasil, em 1937. 

### N.W. Ayer
Começou sua vida profissional na agência de publicidade N.W. Ayer em 1935, como assistente de redator do escritor e publicitário Orígenes Lessa.  
Em 1937, participou da criação da APP - Associação Paulista de Propaganda, atual Associação dos Profissionais de Propaganda, e, em 1949, também da ABAP - Associação Brasileira de Agências de Publicidade.

### J.W. Thompson
Em 1939 entrou na J. W. Thompson, no Rio de Janeiro, transferindo-se, na mesma agência, para São Paulo, em 1961. 
Em 1951, participou ainda da criação da Escola de Propaganda do Museu de Arte de São Paulo, atual Escola Superior de Propaganda e Marketing (ESPM), a primeira instituição voltada à formação de profissionais no campo da propaganda e da divulgação de produtos no Brasil, da qual foi diretor, professor e conselheiro, dando atualmente nome ao "Prêmio Renato Castelo Branco de Responsabilidade Social na Propaganda", da ESPM Social.
Permaneceu na JWT por 30 anos, em períodos alternados, até desligar-se em 1969. Chegou a ser nomeado presidente da filial do Brasil e, em 1965, a vice-presidente nos Estados Unidos, sendo o único latino-americano a conseguir esse feito até hoje. 

### CBBA
Em 1971, com alguns companheiros da JWT, abriu sua própria agência: CBBA - Castelo Branco Borges e Associados, que se tornou uma das mais importantes da época.
Pertenceu à Academia Piauiense de Letras, com sede em Teresina.

## Obras
1. Pátria Amada - o Brasil Em Poemas (1994),
2. Poemas do Grande Sertão (1993),
3. A Ilha Encantada (1992),
4. O comunicador (1991),
5. História da Propaganda no Brasil (1990),
6. Domingos Jorge Velho - e a Presença Paulista no Nordeste (1990),
7. O Rio Mágico (1987),
8. O Anticristo (1987),
9. Amor e angústia (poemas) (1986),
10. O Planalto (O Romance de São Paulo) (1985),
11. A Conquista dos Sertões de Dentro (1983),
12. Senhores e Escravos (a Balaiada) (1983),
13. Rio de Liberdade (a Guerra do Fidié) (1982),
14. Tomei um Ita no Norte (livro de memórias, 1981),
15. Os Castelo Branco d'aquém e d'além mar (1980),
16. Pré-História Brasileira: Fatos e Lendas (1971),
17. O Piauí: A Terra, o Homem, o Meio (1970),
18. A janela do Céu (1969),
19. Candango Gagarin Blaiberg e Outros Poemas (1968),
20. Teodoro Bicanca (1948),
21. Um Programa de Política Exterior para o Brasil (1945),
22. A Civilização do Couro (1942), e
23. Armazém 15 (1934).